# 딱정그리마
딱정그리마는 15 쌍의 다리를 갖고 있는 누르스름한 그리마이다. 원래 지중해 연안 지방에서 살았지만 전 세계로 퍼지게 되었다. 주로 인간의 집 내부에서 서식한다.

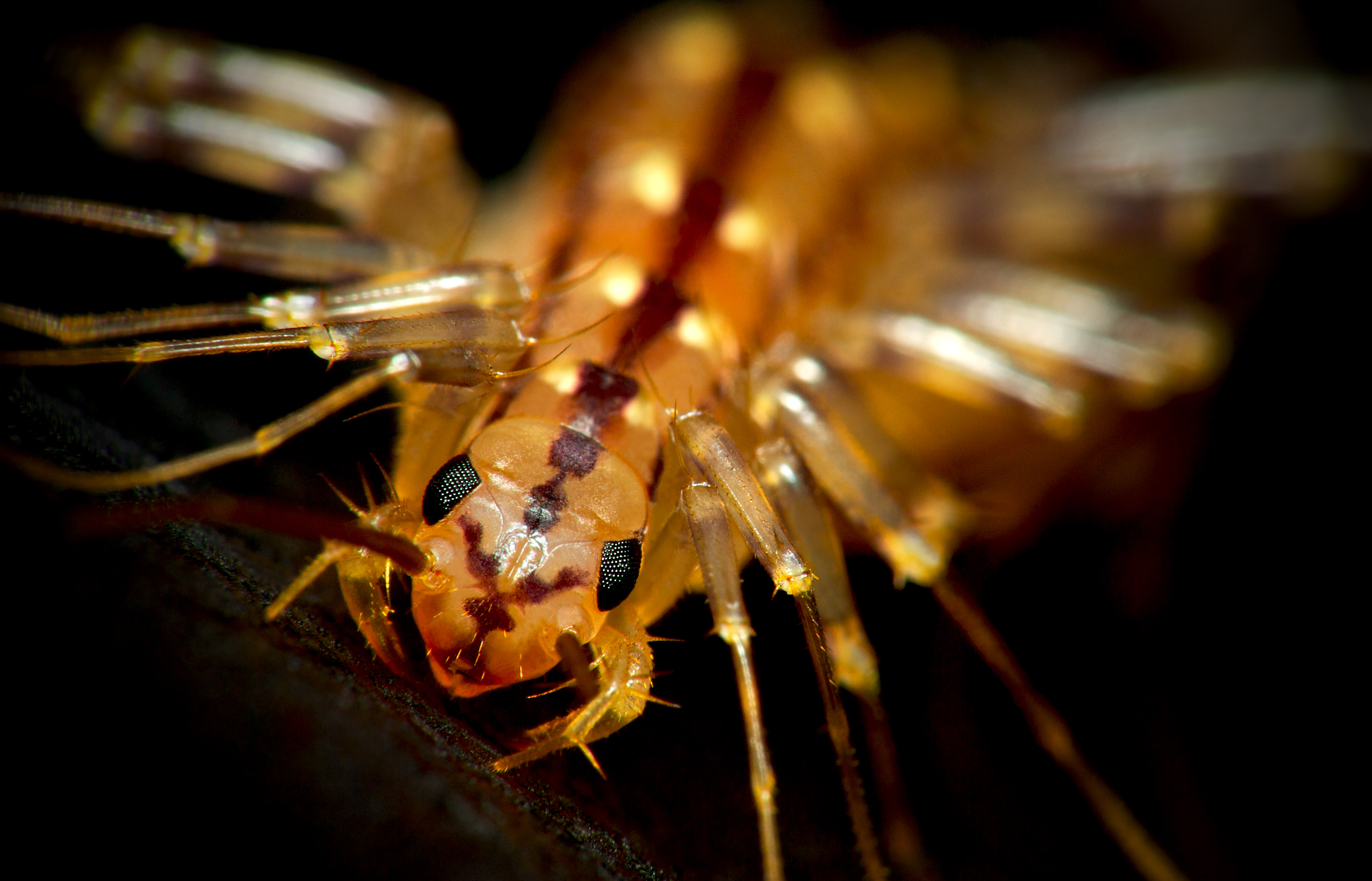
딱정그리마의 얼굴.

처음 알에서 부화할 때는 네 쌍의 다리만 가지고 있지만, 이 후 다리의 개수를 15 쌍까지 늘려간다. 다리에는 줄무늬가 있으며, 마지막 다리는 다른 다리에 비해서 꽤 길다.
거미, 빈대, 흰개미, 바퀴벌레, 좀벌레, 파리 등 해충을 주로 잡아먹는다. 딱정그리마는 먹이를 잡아먹기 전 독액을 먹이의 몸에 주사하여 숨을 끊어지게 만든다. 그러나 인간에게는 아무런 피해가 없다.
모든 그리마가 그렇듯이, 딱정그리마도 적에게 잡히면 다리를 끊고 도망가는데, 탈피를 하면 다리가 복구된다.